# Consejo Superior de Investigaciones Científicas

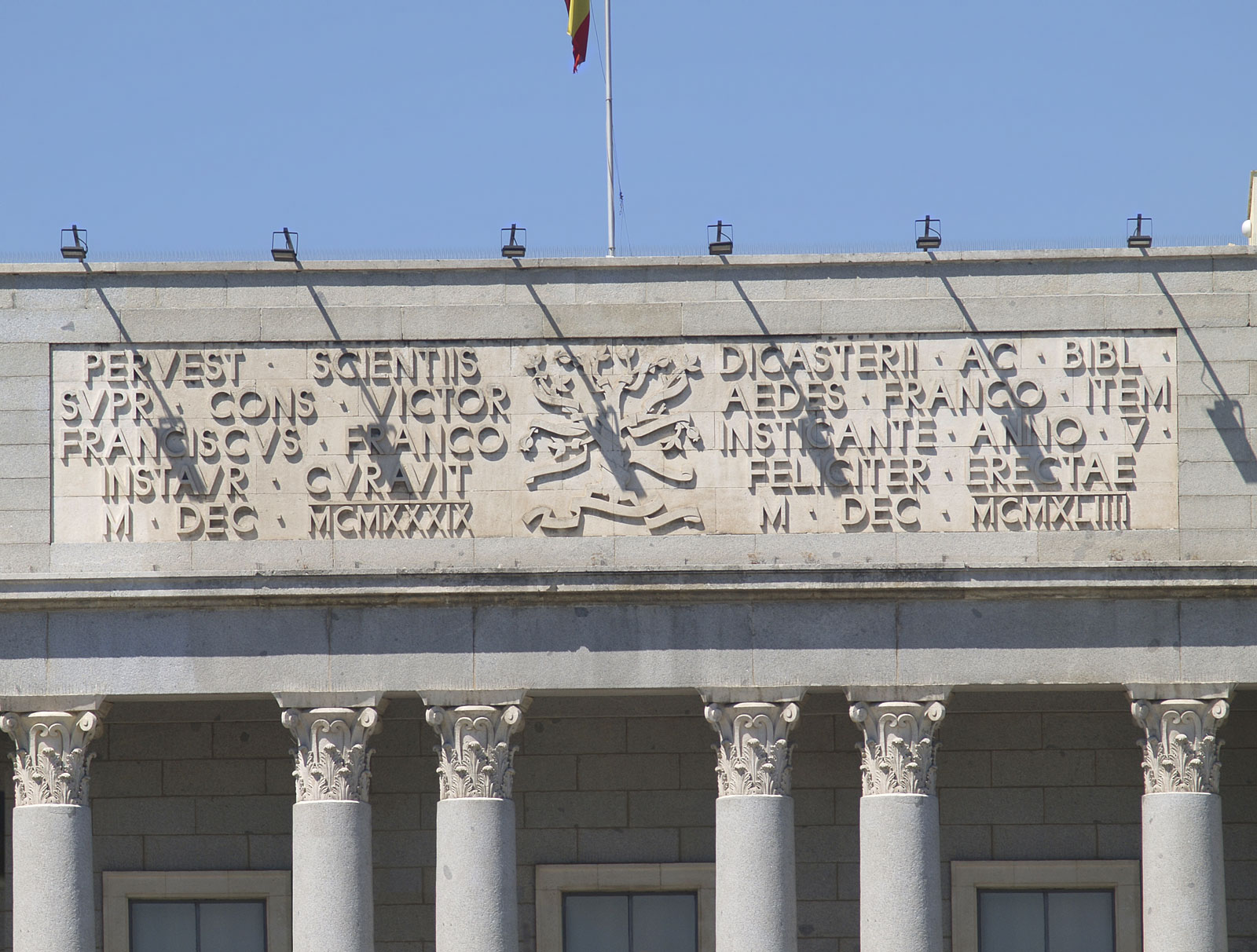
Fries am Hauptgebäude des CSIC in Madrid aus dem Jahre 1939

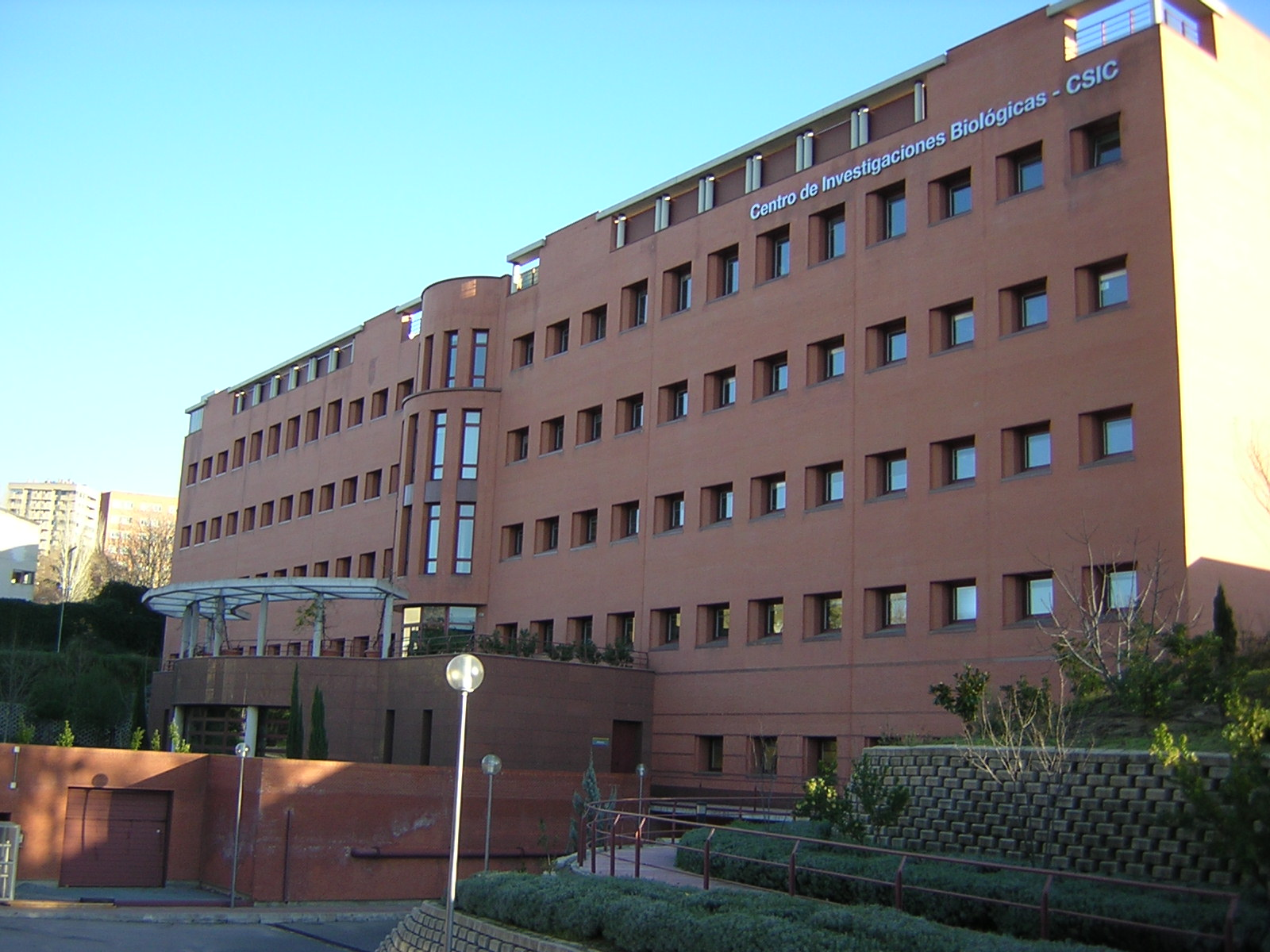
Zentrum für Biologische Forschung (CIB)

Der Consejo Superior de Investigaciones Científicas (CSIC) (deutsch: Oberster Rat für wissenschaftliche Forschung) ist die größte öffentliche Forschungseinrichtung Spaniens. Sie untersteht dem Ministerium für Erziehung und Wissenschaft und besteht aus mehr als hundert in ganz Spanien verteilten Forschungseinrichtungen.
Im Jahr 2025 listet der CSIC auf seiner Webseite insgesamt 138 Institute, die sich auf drei globale Wissensbereiche Sociedad (Gesellschaft), Vida (Leben) und Materia (Materie) verteilen. Zu ersterem gehören insgesamt 16 geistes- und sozialwissenschaftliche Institute, zum zweiten insgesamt 80 Institute aus Biologie und Medizin (22), Agrarwissenschaften (19), Ernährungswissenschaften (6) und Geo- und Umweltwissenschaften (33) und 49 Institute aus Physik, Mathematik und Informatik (23), Materialwissenschaften (12) und Chemie (14).

## Haupteinrichtungen
- Zentrum für Astrobiologie, Centro de Astrobiología (CAB) in Torrejón de Ardoz
- Andalusisches Zentrum für Entwicklungsbiologie, Centro Andaluz de Biologia del desarrollo (CABD) in Sevilla
- Zentrum für Molekularbiologie Severo Ochoa, Centro de Biología Molecular Severo Ochoa (CBMSO) in Madrid
- Zentrum für Geistes- und Sozialwissenschaften, Centro de Ciencias Humanas y Sociales (CCHS) in Madrid
- Zentrum für Umweltwissenschaften, Centro de Ciencias Medioambientales (CCMA)
- Zentrum für Bodenkunde und Angewandte Biologie des Segura, Centro de Edafología y Biología Aplicada del Segura (CEBAS) in Murcia
- Zentrum für Höhere Studien in Blanes, Centro de Estudios Avanzados de Blanes (CEAB) in Gerona
- Zentrum für Physik Miguel A. Catalan, Centro de Fisica Miguel A. Catalan (CFMAC) in Madrid
- Zentrum für Biologische Forschung, Centro de Investigaciones Biologicas Margarita Salas (CIB) in Madrid
- Nationales Zentrum für Biotechnologie, Centro Nacional de Biotecnología (CNB-CSIC) in Madrid
- Schule für Arabische Studien, Escuela de Estudios Árabes (EEA-CSIC) in Granada
- Nationales Museum für Naturwissenschaften, Museo Nacional de Ciencias Naturales (MNCN) in Madrid
- Königlicher Botanischer Garten, Real Jardín Botánico de Madrid (RJB) in Madrid
- Institut für die Wissenschaften des kulturellen Erbes (Incipit) in Santiago de Compostela